# Kurt Waldheim
Kurt Josef Waldheim ([ˈkʊɐ̯t ˈvaldhaɪm]ⓘ; Sankt Andrä-Wördern, 21 december 1918 – Wenen, 14 juni 2007) was een Oostenrijks jurist, diplomaat, oorlogsmisdadiger en politicus. Hij was van 1972 tot 1981 secretaris-generaal van de Verenigde Naties, en van 8 juli 1986 tot en met 8 juli 1992 bondspresident van Oostenrijk.

## Politieke functies
- 1945-1953: Secretaris voor de minister van Buitenlandse zaken van Oostenrijk Karl Gruber
- 1953-1968: Diplomaat voor Oostenrijk in Parijs, Toronto en New York (Verenigde Naties)
- 1968-1970: Minister van Buitenlandse zaken van Oostenrijk
- 1972-1981: Vierde Secretaris-generaal van de Verenigde Naties
- 1983-1985: Hoogleraar internationale betrekkingen aan de Georgetown University in Washington D.C.
- 1986-1992: Bondspresident van Oostenrijk

## Levensloop
Waldheim werd geboren als zoon van een leraar. De familie was van Tsjechische afkomst. Zijn vader had de achternaam laten wijzigen van Václavík in Waldheim. Kurt Waldheim volgde het gymnasium, vervulde zijn militaire dienstplicht en studeerde vervolgens rechten.

### Tijdens de Tweede Wereldoorlog
In 1941 werd Waldheim soldaat in de Duitse Wehrmacht en diende hij aan het oostfront. Hij raakte in december 1941 gewond, maar keerde terug in actieve dienst en bleef soldaat in de Wehrmacht tot 1945, hoewel hij later in zijn autobiografie beweerde dat hij in 1942 het leger had verlaten en student was geworden aan de universiteit van Wenen.

### Tot 1972
Hij bezocht het gymnasium in Klosterneuburg. Daar was hij lid van K.H.V. Welfia Klosterneuburg, een Oostenrijkse studentenvereniging die lid was van het Cartellverband der katholischen deutschen Studentenverbindungen. Over Waldheims oorlogsverleden bestaan verschillende meningen (zie "Waldheim-affaire"). In 1945 promoveerde hij aan de Universiteit van Wenen tot doctor in de rechtswetenschappen. Als secretaris van minister van Buitenlandse Zaken Karl Gruber kwam hij op dit ministerie, waar hij aansluitend als diplomaat in Parijs, Toronto en New York werkzaam was.
Als minister van Buitenlandse Zaken van 1968 tot 1970 moest hij het Oostenrijkse standpunt in de Praagse Lente bepalen. Hij adviseerde de ambassadeur in Praag, Rudolf Kirchschläger, de ambassade te sluiten en geen vluchtelingen op te nemen. Deze negeerde dit advies echter.
In 1971 stelde hij zich al kandidaat voor het bondspresidentschap als tegenstander van Franz Jonas, die uiteindelijk de verkiezingen won.

### De Verenigde Naties
Al in 1955 en 1956 was Waldheim de vaste Oostenrijkse waarnemer bij de VN. Van 1964 tot en met 1968 en van 1970 tot en met 1971 was hij de ambassadeur bij de VN voor Oostenrijk. In 1971 werd hij tot secretaris-generaal gekozen. Hij oefende dit ambt twee termijnen van vijf jaar uit. Zijn derde termijn vanaf december 1981 werd door China met een veto tegengehouden.

### Overlijden
Waldheim overleed op 88-jarige leeftijd aan de gevolgen van hartfalen. Hij werd begraven in de presidentiële crypte op het Zentralfriedhof in Wenen.

## De "Waldheim-affaire"
In 1986 werden in Oostenrijk verkiezingen gehouden voor het presidentschap, omdat de geliefde Rudolf Kirchschläger geen derde ambtstermijn kon aanvaarden. Kurt Waldheim stelde zich namens de conservatieve Österreichische Volkspartei kandidaat. De ÖVP meende goede kans te maken tegen de door de SPÖ ondersteunde minister van Volksgezondheid Kurt Steyrer en zo voor de eerste keer in de Tweede Oostenrijkse Republiek de bondspresident te leveren. Waldheim had een grote voorsprong op het gebied van internationale ervaring en was "een Oostenrijker die door de wereld vertrouwd wordt".
In februari 1986 werd echter bekend dat Waldheim in zijn kort daarvoor verschenen biografie Im Glaspalast der Weltpolitik over zijn oorlogsverleden wel heel bescheiden informeerde. Zijn lidmaatschap van nationaalsocialistische groeperingen als de SA en zijn werkzaamheden als officier in Saloniki van 1942 tot 1943 had hij verzwegen. In plaats daarvan beweerde hij dat hij aan het oostfront gewond was geraakt en de resterende oorlogsjaren in Oostenrijk had doorgebracht.
Vast staat dat hij diende in een eenheid onder leiding van de Oostenrijkse generaal Alexander Löhr, die in 1947 wegens oorlogsmisdaden geëxecuteerd werd. In 1944 stond Waldheim toe dat antisemitische propaganda achter de Russische linies gedropt werd. Een van de gedropte folders eindigde met de zin "Genoeg van de Joodse oorlog; dood de Joden, loop over".
Voor zijn optreden tegen de partizanen kreeg Waldheim in 1944 de Zvonimir Orde van de fascistische "Onafhankelijke Staat Kroatië". Kroatië was in de Tweede Wereldoorlog een door dr. Ante Pavelić geregeerde fascistische satellietstaat van het Duitse Rijk. De Ustašabeweging vormde de regering en vervolgde minderheden. De regering was extreem wreed in het onderdrukken van de koningsgezinde en communistische partizanenbewegingen.
Toen Waldheim hiermee en met andere verwijten van o.a. het Joods Wereldcongres geconfronteerd werd, ontkende hij. Beroemd werd zijn uitspraak "Ik heb in de oorlog niets anders gedaan dan honderdduizenden andere Oostenrijkers, namelijk mijn plicht vervuld als soldaat".
Vanaf dat moment werd de verkiezingsstrijd agressiever. Waldheims aanhangers spraken van een lastercampagne. De ÖVP reageerde hierop bij monde van haar secretaris-generaal Michael Graff met "Zolang niet bewezen is dat hij eigenhandig zes Joden gewurgd heeft, is er niets aan de hand". Bij de eerste verkiezingsronde op 4 mei 1986 haalde Waldheim met 49,6% van de stemmen een krappe meerderheid. De tweede ronde van 9 juni 1986 werd afgesloten met 53,9% voor Waldheim.
Zijn verkiezing had het aftreden van bondskanselier Fred Sinowatz en minister van Buitenlandse Zaken Leopold Gratz tot gevolg. Na de verkiezingen nam de opwinding rondom zijn persoon niet af. In de Verenigde Staten kwam Waldheim in 1987 op een "watch list". Dit betekende een inreisverbod voor hem als privépersoon. Ook bleven hij en Oostenrijk geïsoleerd. Alleen in het Vaticaan en het Verre Oosten was hij een graag geziene gast. Daarom stelde de bondsregering een historische commissie in onder leiding van de Zwitser Hans Rudolf Kurz. Deze kon geen bewijs van oorlogsmisdaden leveren, maar stelde dat Waldheim meer wist dan hij wilde toegeven. Dit had een regeringscrisis tot gevolg. Waldheim en coalitiepartner ÖVP wilden het onderzoek niet accepteren. Uiteindelijk besloot de regering onder leiding van bondskanselier Franz Vranitzky het eindrapport "ter kennisgeving" aan te nemen.

## Andere politieke hoogte- en dieptepunten
Tijdens Waldheims politieke loopbaan heeft hij opvallende beslissingen genomen.
- In 1968 heeft hij als minister van Buitenlandse Zaken opdracht gegeven om de deur van de Oostenrijkse ambassade te sluiten tijdens de Praagse Lente. De Oostenrijkse ambassadeur in Praag, Rudolf Kirchschläger, negeerde deze aanwijzing en nam de vluchtelingen wel op.
- In 1972 heeft hij zich zeer voor de rechten van de Oostenrijkers in het Italiaanse Zuid-Tirol ingezet waardoor er in dat jaar bij de VN het zogenaamde Zuid-Tirol-pact werd gesloten dat aan Zuid-Tirol meer autonomie gaf.
- In 1974 liet hij PLO-leider Yasser Arafat de Algemene Vergadering van de VN toespreken. Dit optreden baarde opzien omdat Arafat zijn toespraak hield met een traditionele Palestijnse zwart-witte keffiyeh en met een pistool in zijn gordel.
- In 1990 is Waldheim persoonlijk naar Irak gereisd om van Saddam Hoessein de vrijheid van westerse gijzelaars te eisen.

Karl Seitz · Michael Hainisch · Wilhelm Miklas · Anschluss · Karl Renner · Theodor Körner · Adolf Schärf · Franz Jonas · Rudolf Kirchschläger · Kurt Waldheim · Thomas Klestil · Heinz Fischer · Alexander Van der Bellen
Trygve Lie · Dag Hammarskjöld · U Thant · Kurt Waldheim · Javier Pérez de Cuéllar · Boutros Boutros-Ghali · Kofi Annan · Ban Ki-moon · António Guterres